# Polytribax picticornis
Polytribax picticornis är en stekelart som först beskrevs av Johannes Friedrich Ruthe 1859.  Polytribax picticornis ingår i släktet Polytribax och familjen brokparasitsteklar. Arten är reproducerande i Sverige. Inga underarter finns listade i Catalogue of Life.